# Love 2
Albums de Air
Pocket Symphony
(2007) Le Voyage dans la lune
(2012)
Love 2, sorti le 5 octobre 2009, est le sixième album du duo français de musique électronique Air. Un premier titre de l'album, Sing Sang Sung, a été dévoilé en août 2009. Le 28 septembre 2009, le groupe débutait la promotion de son album en organisant une écoute mondiale (World Listening Party) et gratuite via Internet. Pendant plusieurs jours, les internautes ont pu écouter en streaming les titres de l'album qui ne sortait qu'une semaine plus tard.

## Accueil médiatique
L'album est plutôt bien reçu par les critiques de culture en France, cf. les nombreuses critiques positives,,,. La différence avec le précédent album est fortement mise en avant, les critiques notant le changement de positionnement(s) du groupe. En termes de positionnement musical, Air semble avoir opté pour un retour à la formule qui avait fonctionné sur leur premier album : un mélange d'ambiances aériennes, fluides et suaves, avec des influences identifiées notamment comme celles des sixties et de l'afro-beat. En termes de positionnement du groupe aussi, ce dernier ayant composé seul ce nouvel album, sans faire appel aux collaborateurs des derniers albums,.

## Liste des titres
| 1.    | Do the Joy                   | 3:05 |
| 2.    | Love                         | 2:44 |
| 3.    | So Light is her Footfall     | 3:13 |
| 4.    | Be a Bee                     | 3:46 |
| 5.    | Missing the Light of the Day | 3:25 |
| 6.    | Tropical Disease             | 6:49 |
| 7.    | Heaven's Light               | 3:53 |
| 8.    | Night Hunter                 | 4:14 |
| 9.    | Sing Sang Sung               | 3:06 |
| 10.   | Eat my Beat                  | 2:45 |
| 11.   | You Can Tell it to Everybody | 4:09 |
| 12.   | African Velvet               | 3:48 |
| 45:57 |                              |      |

| Piste Bonus | Piste Bonus                                        | Piste Bonus | Piste Bonus | Piste Bonus | Piste Bonus | Piste Bonus | Piste Bonus | Piste Bonus | Piste Bonus |
| No          | Titre                                              | Durée       |             |             |             |             |             |             |             |
| ----------- | -------------------------------------------------- | ----------- | ----------- | ----------- | ----------- | ----------- | ----------- | ----------- | ----------- |
| 13.         | Au fond du rêve doré (Chantée par Françoise Hardy) | 2:01        |             |             |             |             |             |             |             |
| 14.         | Danger Zone                                        | 3:58        |             |             |             |             |             |             |             |
| 15.         | The Dream of Yi                                    | 5:28        |             |             |             |             |             |             |             |
| 57:24       |                                                    |             |             |             |             |             |             |             |             |

## Détails techniques
- C'est le premier album enregistré dans les propres studios du groupe[6] (studio de l'Atlas, dans la rue du même nom à Paris - quartier de Belleville).
- Tout comme leur premier album Moon Safari et son morceau d'ouverture La Femme d'Argent, Love 2 débute par le fade in de Do the Joy.
- Le 13e titre a été exclusivement mis en vente sur iTunes Store, lors de la sortie de la « version Deluxe » de l'album. La chanson, interprétée par Françoise Hardy, a été écrite et composée par la chanteuse en 1967[7].
- Le clip de So Light Is Her Footfall sort en janvier 2010. Il est réalisé par Édouard Salier[8].